# ألفارو مولينا
ألفارو مولينا (بالإسبانية: Álvaro Molina)‏ هو متسابق دراجات نارية إسباني، ولد في 28 يوليو 1976 في أويتور فيغا في إسبانيا.

## وصلات خارجية
- ألفارو مولينا على موقع MotoGP.com (الإنجليزية)